# Kazu
Christian Kendji Wagatsuma Ferreira (n. 18 martie 2000, Maringá, Paraná, Brazilia) este un fotbalist brazilian care joacă pe post de fundaș stânga la clubul SC Oțelul Galați.